# Galapagosrisråttor
Galapagosrisråttor (Nesoryzomys) är ett släkte gnagare som förekommer endemiskt på Galapagosöarna.
Arterna är:
- Nesoryzomys darwini levde fram till 1930-talet på Santa Cruz och är idag utdöd.
- Nesoryzomys fernandinae förekommer bara på ön Fernandina. Den var fram till 1990-talet bara känd från spybollar men sedan hittades några levande individer. Arten listas av IUCN som sårbar (VU).
- Nesoryzomys indefessus var endemisk på Santa Cruz och är idag utdöd.
- Nesoryzomys narboroughi hittas bara på Fernandina, den listas som sårbar.
- Nesoryzomys swarthi lever bara på Santiagoön och listas som sårbar.

N. indefessus och N. narboroughi sammanfattas ibland som en art med två underarter.

## Beskrivning
Arterna når en kroppslängd (huvud och bål) av 10 till 20 cm och en svanslängd av 8 till 14 cm. Beroende på art är pälsen svartgrå, brun eller rödaktig. Kännetecknande är den långdragna nosen.
Galapagosrisråttor är aktiva på natten och vilar i bergssprickor eller underjordiska bon. På Fernandina hittas de upp till vulkanens kraterkant. Annars är nästan inget känt om deras levnadssätt.